# بياتريس إس. لافي
بياتريس إس. لافي (بالإنجليزية: Beatrice S. Levy)‏ هي نقاشة ورسامة أمريكية، ولدت في 3 أبريل 1892 في شيكاغو في الولايات المتحدة، وتوفيت في 19 يوليو 1974 في لاهويا في الولايات المتحدة.